# Shuanghe (socken i Kina, Shanxi)
Shuanghe (kinesiska: 双鹤, 双鹤乡) är en socken i Kina. Den ligger i provinsen Shanxi, i den norra delen av landet, omkring 240 kilometer sydväst om provinshuvudstaden Taiyuan. Antalet invånare är 22 130. Befolkningen består av 10 428 kvinnor och 11 702 män. Barn under 15 år utgör 21,0 %, vuxna 15-64 år 71 %, och äldre över 65 år 6,0 %.
Genomsnittlig årsnederbörd är 635 millimeter. Den regnigaste månaden är juli, med i genomsnitt 164 mm nederbörd, och den torraste är december, med 3 mm nederbörd.